# Eumalacostraca
Gli eumalacostraci (Eumalacostraca Grobben, 1892) rappresentano la più ampia sottoclasse di crostacei viventi appartenente alla classe Malacostraca.

## Caratteri
Le caratteristiche  di questo gruppo sono ancora controverse. Alcuni autori sottolineano che non tutte quelle proposte sono strettamente attribuibili a tutti gli appartenenti agli eumalacostraci o che alcuni di questi non le possiedono tutte. Le controversie maggiori riguardano l'origine e l'evoluzione del carapace. Comunque vengono comunemente accettati come distintivi del gruppo i seguenti caratteri, in successione anteroposteriore:
- antennule birame ed esopodi delle antenne squamosi
- occhi mobili e peduncolati
- carapace racchiudente il torace
- toracopodi con esopodi natatori
- addome dotato di complessa muscolatura, ben sviluppata, strutturata per piegarlo
- pleopodi 1-5 birami
- telson ed uropodi formanti un ventaglio

Il piano base del corpo, comune a tutti gli eumalacostraci, comprende una testa formata da cinque somiti, un torace di otto e un addome di sei somiti, più un telson terminale.

Fino a tre coppie di somiti toracici possono essere fusi alla testa e i loro toracopodi trasformati in appendici alimentari (massillipedi). Il torace, generalmente, porta da cinque a otto paia di appendici ambulacrali (pereiopodi); l'addome può o meno avere coppie di appendici (pleopodi) sui primi cinque somiti, mentre  il sesto somite ha una coppia di appendici ben sviluppate (uropodi).
Due attributi condivisi dalla maggioranza degli eumalacostraci sono: la forte muscolatura addominale e il telson a ventaglio ben sviluppato. Questi e gli associati elementi nervosi formano, nel loro insieme, un efficiente meccanismo di propulsione che origina una rapida reazione di fuga tipica del gruppo.

## Riproduzione
La maggior parte degli eumalacostraci sono dioici; tuttavia alcuni di essi (come alcuni isopodi e pochi decapodi) sono ermafroditi.

I gonopori femminili, coxali o sternali, sono presenti a livello del sesto somita toracico, mentre i gonopori maschili sono a livello dell'ottavo.

La fecondazione avviene tramite spermatofore e può essere esterna o interna.

## Sistematica
Secondo Martin e Davis gli eumalacostraci attuali sono suddivisi secondo il seguente schema di classificazione:

 Sottoclasse Eumalacostraca Grobben, 1892
- Superordine Syncarida Packard, 1885
  - Ordine Bathynellacea Chappuis, 1915
  - Ordine Anaspidacea Calman, 1904
- Superordine Peracarida Calman, 1904
  - Ordine Spelaeogriphacea Gordon, 1957
  - Ordine Thermosbaenacea Monod, 1927
  - Ordine Lophogastrida Sars, 1870
  - Ordine Mysida Haworth, 1825
  - Ordine Mictacea Bowman, Garner, Hessler, Iliffe & Sanders, 1985
  - Ordine Amphipoda Latreille, 1816
  - Ordine Isopoda Latreille, 1817
  - Ordine Tanaidacea Dana, 1849
  - Ordine Cumacea Krøyer, 1846
- Superordine Eucarida Calman, 1904
  - Ordine Euphausiacea Dana, 1852
  - Ordine Amphionidacea Williamson, 1973
  - Ordine Decapoda Latreille, 1802